# Wilson R. Lourenço
Wilson Roberto Lourenço ist ein französisch-brasilianischer Arachnologe, der die Systematik, Anatomie, Biogeographie und Ökologie der Skorpione einschließlich fossiler und in Bernstein konservierter Taxa erforscht. Er hat mehrere Hundert wissenschaftliche Publikationen veröffentlicht und arbeitet am Muséum national d’histoire naturelle in Paris.

## Leben
Wilson R. Lourenço hat sich seit 1971 mit der Systematik, Anatomie, Biologie, Biogeographie und Ökologie der Skorpione beschäftigt. Unter seinen mehr als 600 wissenschaftlichen Publikationen befinden sich zahlreiche Erstbeschreibungen und Revisionen.
Lourenço erlangte 1979 an der Universität Pierre und Marie Curie in Paris seinen Ph. D. in Evolutionsbiologie. Dort folgte ein Doktorandenstudium in Populationsbiologie, das er mit seiner Promotion 1985 abschloss.
Seit seiner Emeritierung forscht Lourenço weiter am naturkundlichen Muséum national d’histoire naturelle in Paris. Dabei arbeitet er mit arachnologischen Forscherteams aus Südamerika, Afrika und Asien zusammen. Er war Gastprofessor an der Vietnamesischen Akademie für Wissenschaft und Technologie in Hanoi und an der Université de Ghardaia in Algerien.

## Erstbeschreibungen (Auswahl)

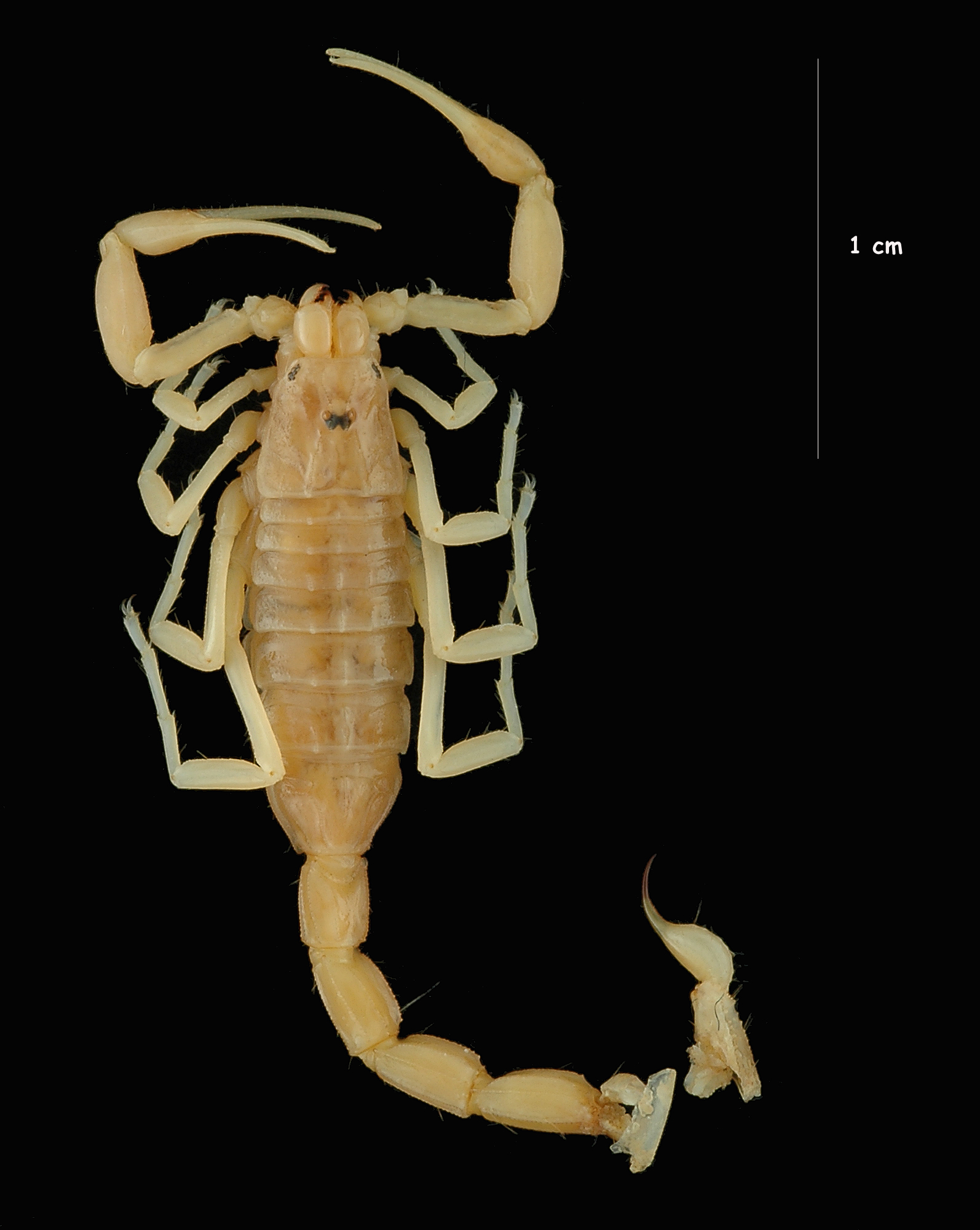
Afghanobuthus naumanni Lourenço, 2005

Lourenço hat die Erstbeschreibungen folgender Taxa veröffentlicht oder war an ihnen beteiligt:
Familien
- Archaeobuthidae Lourenço, 2001
- Gallioscorpionidae Lourenço & Gall, 2004
- Palaeoeuscorpiidae Lourenço, 2003
- Protobuthidae Lourenço & Gall, 2004
- Protoischnuridae Carvalho & Lourenço, 2001
- Troglotayosicidae Lourenço, 1998

Gattungen und Arten
- Afghanobuthus Lourenço, 2005
- Archaeobuthus Lourenço, 2001
- Belisariini Lourenço, 1998 (Tribus)
- Brazilobothriurus Lourenço & Monod, 2000
- Congobuthus Lourenço, 1999
- Egyptobuthus Lourenço, 1999
- Gallioscorpio Lourenço & Gall, 2004
- Heterometrus tibetanus Lourenço, Qi & Zhu, 2005
- Himalayotityobuthus Lourenço, 1997
- Mauritanobuthus Qi & Lourenço, 2007
- Microananteris Lourenço, 2003

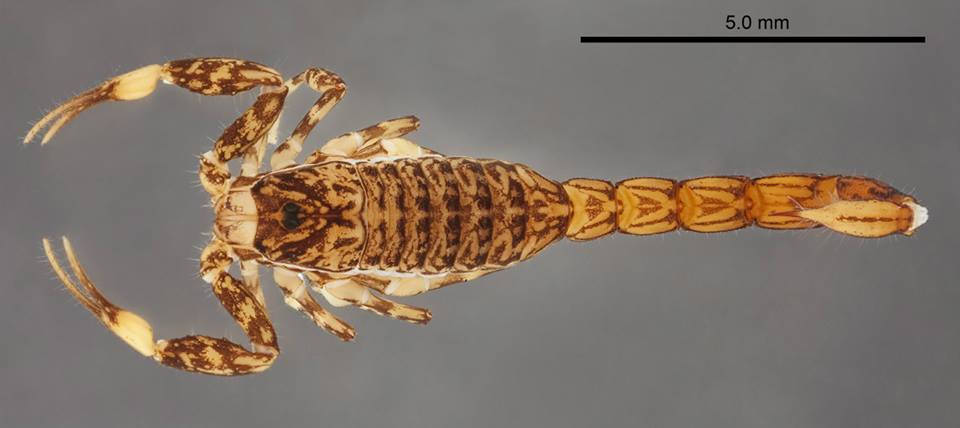
Microcharmus cloudsleythompsoniLourenço, 1995

- Microcharmus Lourenço, 1995 mit mehreren Arten

Protobuthus elegans Lourenço & Gall, 2004 aus dem Trias

- Neogrosphus Lourenço, 1995
- Neoprotobuthus Lourenço, 2000
- Palaeoakentrobuthus Lourenço & Weitschat, 2000
- Palaeoananteris Lourenço & Weitschat, 2001
- Palaeoburmesebuthus Lourenço, 2002
- Palaeoeuscorpius Lourenço, 2003
- Palaeogrosphus Lourenço, 2000
- Palaeoisometrus Lourenço & Weitschat, 2005
- Palaeolychas Lourenço & Weitschat, 1996
- Palaeoprotobuthus Lourenço & Weitschat, 2000
- Palaeospinobuthus Lourenço, Henderickx & Weitschat, 2005
- Palaeotityobuthus Lourenço & Weitschat, 2000
- Pantobuthus Lourenço & Duhem, 2009

- Protobuthus Lourenço & Gall, 2004
- Protoischnurus Carvalho & Lourenço, 2001
- Pseudolissothus Lourenço, 2001
- Pseudouroplectes Lourenço, 1995
- Sabinebuthus Lourenço, 2001
- Saharobuthus Lourenço & Duhem, 2009
- Tibetiomachus Lourenço & Qi, 2006
- Tityus exstinctus Lourenço, 1995
- Troglokhammouanus Lourenço, 2007
- Troglorhopalurus Lourenço, Baptista & Giupponi, 2004
- Troglotayosicus Lourenço, 1981
- Troglotityobuthus Lourenço, 2000
- Uroplectoides Lourenço, 1998

## Dedikationsnamen
Lourenço wurde mit den Artepitheta mehrerer Arten geehrt:
- Buthus lourencoi Rossi, Tropea & Yagmur, 2013
- Diplocentrus lourencoi Stockwell, 1988
- Hadruroides lourencoi Rossi, 2012
- Lychas lourencoi Kovarík, 1997
- Microchelifer lourencoi Heurtault, 1983 (Arachnida: Pseudoscorpiones)
- Opisthacanthus lourencoi Ythier, 2022
- Rumikiru lourencoi (Ojanguren-Affilastro, 2003)
- Simulium lourencoi Py-Daniel, 1988
- Tityus lourencoi Flórez, 1996

## Publikationen (Auswahl)
- Wilson R. Lourenço und John L. Cloudsley-Thompson: Recognition and distribution of thescorpions of the genus Pandinus Thorell, 1876 accorded protection by the Washington Convention. In: Biogeographica 1996, Band 72, Nr. 3, S. 133–143.
- Wilson R. Lourenço: Scorpions of Brazil. Les Éditions de l’If, Paris 2002, ISBN 2-914449-03-8.
- Wilson R. Lourenço: A historical approach to scorpion studies with special reference to the 20th and 21st centuries. In: Journal of Venomous Animals and Toxins including Tropical Diseases, 2014, Band 20, Artikel 8, PDF (http://www.scielo.br/pdf/jvatitd/v20/1678-9199-jvatitd-1678-9199208.pdf).
- Wilson R. Lourenço: Scorpion Diversity and Distribution: Past and Present Patterns. In: Ponnampalam Gopalakrishnakone et al. (Hrsg.): Scorpion Venoms. Springer, Dordrecht 2015, S. 3–24, doi:10.1007/978-94-007-6404-0_15.
- Wilson R. Lourenço: A preliminary synopsis on amber scorpions with special reference to Burmite species: an extraordinary development of our knowledge in only 20 years. In: ZooKeys 2016, Band 600, S. 75–87, doi:10.3897/zookeys.600.8913.